# Bü 133 (航空機)
ビュッカー Bü 133 ユングマイスター
ビュッカー Bü 133 ユングマイスター
- 用途：高等練習機
- 製造者：ビュッカー航空機製造、
- 運用者：ドイツ空軍、スペイン空軍、スイス空軍
- 生産数：機

ビュッカー Bü 133 ユングマイスター（Bücker Bü 133 Jungmeister）は、1930年代中ごろにドイツで開発された、木材と鋼管を羽布で覆った構造の、単発・単座の複葉高等練習機である。

## 開発
ビュッカー Bü 133は複座、基本練習機のBü 131 ユングマンを基に開発され、少々小型の機体により強力なエンジンを装着することで、素晴らしい曲技飛行性能を持っていた。
試作1号機は1935年に完成し、女性としてはドイツ初の企業テストパイロットであるルイズ・ホフマンが初飛行を担当した。

## 運用史
1936年の国際曲技飛行競技会に参加し、優秀な成績を見せて注目を集めた。
Bü 133はドイツ空軍とナチ党航空団で曲技練習機として就役した。空軍では曲技飛行隊に配備され、1938年と1939年にはベルギーで展示飛行や航空ショーへの出場なども行っていたが、第二次世界大戦の勃発により飛行隊は解散となった。その曲技飛行性能は特に戦闘機パイロットの初期段階の訓練には最適のものであった。
Bü 133は、スイス空軍向けにスイスのドルニエ社で52機、スペイン空軍向けにはCASA社で15機のライセンス生産が行われた。スイス空軍では1968年まで曲技練習機として使用されている。

## 派生型
ビュッカー Bü 133V-1
ヒルト HM506エンジン（140hp）を搭載した試作機。
ビュッカー Bü 133A
ビュッカー社では生産されず、スペインで少数機がライセンス生産された。
ビュッカー Bü 133B
ジーメンス＝ハルスケ Sh 14 A エンジンを搭載した機体。2機が生産しテストに使用された。
ビュッカー Bü 133C
133Bよりも全長が13センチ短くなり、カウリングが装着された主生産型。

## 運用
クロアチア独立国

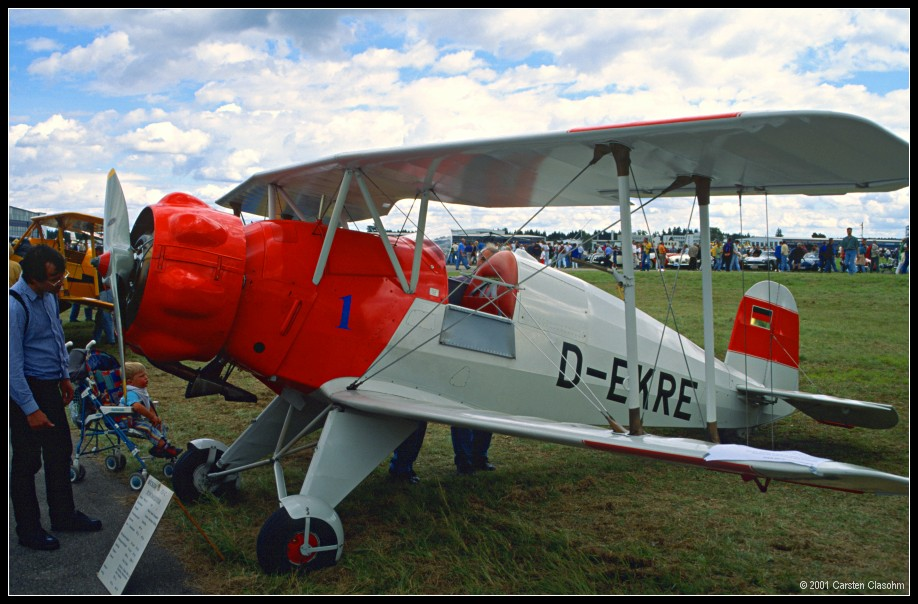
民間所有のビュッカー Bü 133 ユングマイスター

- Zrakoplovstvo Nezavisne Države Hrvatske

 ドイツ国
- ドイツ空軍

 スペイン
- スペイン空軍

 スイス
- スイス空軍

 日本
- 大日本帝国陸軍 / 大日本帝国海軍 - イリス商会が1938年に輸入した機体を試用。陸海軍ともに採用せず[2]。

## 要目
- 乗員：1名
- 全長：6.0 m (19 ft 8.25 in)
- 全幅：6.60 m (21 ft 7.75 in)
- 全高：2.20 m (7 ft 2.5 in)
- 翼面積：12.0 m2 (129.17 ft2)
- 空虚重量：425 kg (937 lb)
- 最大離陸重量：585 kg (1,290 lb)
- 馬力重量比：100 W/kg (0.06 hp/lb)
- エンジン：1 × ジーメンス＝ハルスケ Sh 14 A-4 星型エンジン 7気筒、119 kW (160 hp)
- 最大速度：220 km/h (137 mph)
- 巡航速度：200km/h (124mph)
- 巡航高度：4,500 m (14,765 ft)
- 航続距離：500 km (311 mi)